# منزل جافالا
منزل جافالا هو مبني متواجد في مدينة روستوف علي نهر الدون في روسيا، بني في القرن 19 علي شارع بوشكينسكايا. المبني في وقتنا الحالي يعتبر كتمثال للتراث الثقافي المحلي تحت رقم 6130164000.

## تاريخ
عضو في شركة البورصة الروسية نيكولاي أنتونوفيتش جافالا، من أصل يوناني، أول مالك للمنزل.. وفقا لوثائق عام 1913 كان المنزل أيضا مملوكة من قبل زوجته ماريا جورجييفنا جافالا. غادرت العائلة روستوف على الدون خلال سنوات الحرب الأهلية. بعد وصول السوفييت، تم تأميم المنزل وتحويله إلى مساكن بلدية. بعد مرور الزمن، تم إصلاح المنزل عدة مرات..

## هندسة معمارية
يقع المنزل المكون من طابقين في شارع بوشكينسكايا. كما هو الحال في العديد من المباني الأخرى في أواخر القرن التاسع عشر، تم الجمع بين عناصر من أنماط مختلفة في هندسته المعمارية. على الجانبين، هناك قوسان، والمدخل الرئيسي على يسار المبنى ومدخل الساحة على اليمين.. على بوابة المدخل الحديدية تجد الحروف "Н" و "Г"، تشير الأحرف السيريلية إلى الأحرف الأولى من الاسم واللقب لي أول صاحب المنزل..